# Valter Bonča
Valter Bonča (né le 17 mars 1968 à Ljubljana) est un ancien coureur cycliste slovène, devenu par la suite entraîneur.

## Palmarès
- 1986
  - 2e et 4e (contre-la-montre) étapes du Dusika Jugend Tour
  - 3e du Dusika Jugend Tour
- 1989
  - Classement général du Tour d'Autriche
- 1990
  - 2e de Vienne-Rabenstein-Gresten-Vienne
  - 3e du Tour de Basse-Autriche
- 1991
  - 2e de Vienne-Rabenstein-Gresten-Vienne
- 1992
  - Classement général du Tour d'Autriche
- 1995
  - Classement général du Tour de Slovénie
- 1996
  - Clásica Colprensa :
    - Classement général
    - 1re étape
- 1998
  - 3e étape du Tour de Slovénie (contre-la-montre)
- 1999
  - 3e du Grand Prix Vorarlberg
- 2000
  -  Champion de Slovénie du contre-la-montre
  - 3e étape du Tour de Rhodes
  - 4e étape du Tour de Bohême
  - 5ea étape du Tour de Saxe (contre-la-montre)
  - 2e du championnat de Slovénie sur route
  - 2e du Tour de Saxe
  - 3e du Tour de Bohême
- 2001
  - Solar Radclassic
- 2002
  - 3e de la Jadranska Magistrala
- 2003
  - 2e du championnat de Slovénie sur route
  - 2e du championnat de Slovénie du contre-la-montre
- 2004
  - 1re étape de la FBD Insurance Rás
  - 2e du Tour des Abruzzes
  - 2e de la FBD Insurance Rás
- 2005
  - 2e du championnat de Slovénie du contre-la-montre
  - 3e des Paths of King Nikola